# Karen Aardal

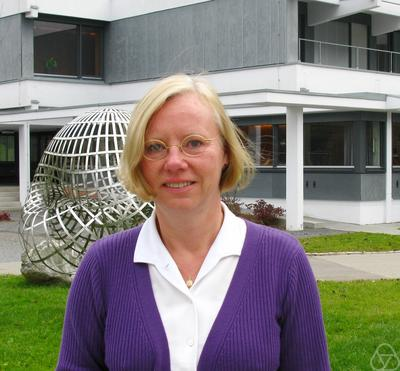
Karen Aardal am Mathematischen Forschungsinstitut Oberwolfach, 2011

Karen I. Aardal (* 1961 in Norwegen) ist eine norwegisch-niederländische angewandte Mathematikerin, die sich auf theoretische Informatik und Operations Research spezialisiert hat. Sie ist Professorin am Delft Institute of Applied Mathematics an der Technischen Universität Delft. Sie war Präsidentin der Mathematical Optimization Society von 2016 bis 2019.

## Leben
Karen Aardal promovierte 1992 an der Université catholique de Louvain in Löwen mit einer Dissertation mit dem Titel On the Solution of One and Two-Level Capacitated Facility Location Problems by the Cutting Plane Approach, die von Laurence Wolsey betreut wurde. Ihre Dissertation gewann den zweiten SOLA-Dissertationspreis der Abteilung für Managementwissenschaften des Institute for Operations Research and the Management Sciences (INFORMS) über Standortanalyse.
Karen Aardal ist zunächst Forscherin am Centrum Wiskunde & Informatica in Amsterdam und seit 2005 assoziierte Forscherin an der Technischen Universität Eindhoven. Im Jahr 2008 wechselte sie zum Delft Institute of Applied Mathematics der Technischen Universität Delft.

## Forschung
Karen Aardals Forschungsschwerpunkte sind kombinatorische Optimierung, ganzzahlige lineare Optimierung, Approximationsalgorithmen und Facility Location, mit Anwendungen wie der Positionierung von Rettungsfahrzeugen zur Optimierung ihrer Reaktionszeit.
Sie war Präsidentin der Mathematical Optimization Society für die Amtszeit 2016-2019.
Sie nahm am 22. August 1999 an der Faktorisierung der Zahl RSA-155 teil.

## Auszeichnungen
Karen Aardal wurde 2019 Fellow des Institute for Operations Research and the Management Sciences.

## Veröffentlichungen
- mit Jaroslaw Byrka: An optimal bifactor approximation algorithm for the metric uncapacitated facility location problem. In: SIAM Journal on Computing. Band 39, Nummer 6, 2010, S. 2212–2241, doi:10.1137/070708901.
- mit Martin van Buuren, Rob van der Mei, Henk Post: Evaluating dynamic dispatch strategies for emergency medical services: TIFAR simulation tool. In: Christoph Laroque, Jan Himmelspach, Raghu Pasupathy, Oliver Rose, Adelinde M. Uhrmacher (Hrsg.): Proceedings of the 2012 Winter Simulation Conference (WSC 2012). Berlin, Germany, 9 – 12 December 2012. IEEE, Piscataway NJ 2012, ISBN 978-1-4673-4779-2, S. 1–12, doi:10.1109/WSC.2012.6465214.
- mit Frederik von Heymann: On the Structure of Reduced Kernel Lattice Bases. In: Mathematics of Operations Research. Band 39, Nummer 3, 2014, S. 823-840, JSTOR:24540927.
- mit Pierre Le Bodic: Approximation algorithms for the Transportation Problem with market choice and related models. In: Operations Research Letters. Band 42, Nummer 8, 2014, S. 549–542, doi:10.1016/j.orl.2014.09.008.
- mit Pieter L. van den Berg: Time-dependent MEXCLP with startup and relocation cost. In: European Journal of Operational Research. Band 242, Nummer 2, 2015, S. 383–389, doi:10.1016/j.ejor.2014.10.013.
- mit Pieter L. van den Berg, Dion Gijswijt, Shanfei Li: Approximation Algorithms for Hard Capacitated {\displaystyle k}-facility Location Problems. In: European Journal of Operational Research. Band 242, Nummer 2, 2015, S. 358–368, doi:10.1016/j.ejor.2014.10.011.